# Phaolô Thành Thế Quang
Phaolô Thành Thế Quang (1915–2012; tiếng Trung:成世光; tiếng Anh:Paul Cheng Shi-guang (Ch’eng Shih-kuang)) là một Giám mục người Trung Quốc phục vụ tại Đài Loan của Giáo hội Công giáo Rôma. Ông nguyên là Phó Chủ tịch Hội đồng Giám mục Trung Quốc, Giám quản Tông Tòa Giáo phận Gia Nghĩa (Đài Loan) và Giám mục chính tòa Giáo phận Đài Nam (Đài Loan). Trước đó, ông cũng từng là Giám mục Phụ tá Tổng giáo phận Đài Băc. Ông cũng là một nghị phụ tham dự đầy đủ 4 giai đoạn của Công đồng Vaticanô II.

## Tiểu sử
Tổng giám mục Thành Thế Quang sinh ngày 15 tháng 9 năm 1915 tại Hsiao-yi, thuộc Trung Quốc. Sau quá trình tu học dài hạn tại các chủng viện theo quy định của Giáo luật, ngày 29 tháng 6 năm 1943, Phó tế Thành, 28 tuổi, tiến đến việc được truyền chức linh muc.
Sau hơn 15 năm trong công việc mục vụ với cương vị là một linh mục, ngày 3 tháng 5 năm 1960, tin tức Tòa Thánh cho biết, Giáo hoàng đã quyết định chọn linh mục Phaolô Thành Thế Quang, 45 tuổi, được giữ chức Giám mục, với chức danh là Giám mục Phụ tá Tổng giáo phận Đài Bắc, thuộc Đài Loan và danh hiệu Giám mục Hiệu tòa Uccula. Vị tân giám mục được cử hành các nghi lễ truyền chức sau đó vào ngày 3 tháng 7 sau đó, với sự chủ sự của 3 giáo sĩ cấp cao. Chủ phong cho vị tân chức là Hồng y Tôma Điền Canh Tân S.V.D [Thomas Tien Ken-hsin (Tienchensing)], Tổng giám mục chính tòa Tổng giáo phận Bắc Kinh. Hai giám mục khác trong vai trò phụ phong, gồm có Tổng giám mục Giuse Quách Nhã Thạch, C.D.D., Nguyên Tổng giám mục Đài Bắc và Giám mục Tôma Ngưu Hội Khanh, Giám mục chính tòa Giáo phận Dương Cốc. Tân giám mục chọn cho mình châm ngôn:Fiat voluntas tua.
Giám mục Phaolô Thành cũng tham dự đầy đủ bốn giai đoạn của Công đồng Vaticanô II, với vai trò là một nghị phụ. Sau 6 năm trên cương vị Giám mục Phụ tá của Đài Bắc, ngày 7 tháng 6 năm 1966, Tòa Thánh ấn kí quyết định thuyên chuyển Giám mục Thành đi làm Giám mục chính tòa Giáo phận Đài Nam. Từ ngày 30 tháng 8 năm 1969, ông còn kiêm thêm nhiệm vụ Giám quản Tông Tòa Giáo phận Gia Nghĩa. Nhiệm vụ Gia Nghĩa kết thúc vào ngày 16 tháng 7 năm 1970. Ngày 3 tháng 12 năm 1990, Tòa Thánh công bố chấp thuận đơn xin về hưu của Giám mục Phaolô Thành Thế Quang, 75 tuổi, theo quy định tuổi tác của Giáo luật.
Giám mục Thành Thế Quang qua đời ngày 23 tháng 8 năm 2012, thọ 97 tuổi.
Ngoài các chức danh chính thức, ông còn kiêm thêm nhiệm vụ Phó Chủ tịch Hội đồng Giám mục Trung Quốc từ ngày 19 tháng 4 năm 1979 đến tháng 4 năm 1983.